# ایتان هاپ
ایتان هاپ (انگلیسی: Ethan Happ؛ زادهٔ ۷ مهٔ ۱۹۹۶) بازیکن بسکتبال اهل ایالات متحده آمریکا است.